# Lista över formel 1-grand prix
Detta är en lista över formel 1-grand prix.
| Grand Prix                       | Första VM-lopp | Sista VM-lopp |
| -------------------------------- | -------------- | ------------- |
| Abu Dhabis Grand Prix            | 2009           | –             |
| Argentinas Grand Prix            | 1953           | 1998          |
| Australiens Grand Prix           | 1985           | –             |
| Bahrains Grand Prix              | 2004           | –             |
| Belgiens Grand Prix              | 1950           | –             |
| Brasiliens Grand Prix            | 1973           | –             |
| Dallas Grand Prix (USA)          | 1984           | 1984          |
| Detroits Grand Prix (USA)        | 1982           | 1988          |
| Europas Grand Prix               | 1983           | –             |
| Frankrikes Grand Prix            | 1950           | 2008          |
| Indianapolis Grand Prix          | 1940           | 1960          |
| Indiens Grand Prix               | 2011           | –             |
| Italiens Grand Prix              | 1950           | –             |
| Japans Grand Prix                | 1976           | –             |
| Kanadas Grand Prix               | 1967           | –             |
| Kinas Grand Prix                 | 2004           | –             |
| Koreas Grand Prix                | 2010           | –             |
| Las Vegas Grand Prix (USA)       | 1981           | 1982          |
| Luxemburgs Grand Prix            | 1997           | 1998          |
| Malaysias Grand Prix             | 1999           | –             |
| Marockos Grand Prix              | 1958           | 1958          |
| Mexikos Grand Prix               | 1963           | 1992          |
| Monacos Grand Prix               | 1950           | –             |
| Nederländernas Grand Prix        | 1952           | 1985          |
| Pescaras Grand Prix              | 1957           | 1957          |
| Portugals Grand Prix             | 1958           | 1996          |
| San Marinos Grand Prix           | 1981           | 2006          |
| Schweiz Grand Prix               | 1950           | 1982          |
| Singapores Grand Prix            | 2008           | –             |
| Spaniens Grand Prix              | 1951           | –             |
| Stilla havets Grand Prix (Japan) | 1994           | 1995          |
| Storbritanniens Grand Prix       | 1950           | –             |
| Sveriges Grand Prix              | 1973           | 1978          |
| Sydafrikas Grand Prix            | 1962           | 1993          |
| Turkiets Grand Prix              | 2005           | –             |
| Tysklands Grand Prix             | 1951           | –             |
| Ungerns Grand Prix               | 1986           | –             |
| USA:s Grand Prix                 | 1959           | 2007          |
| USA:s Grand Prix East            | 1976           | 1984          |
| USA:s Grand Prix West            | 1976           | 1983          |
| Österrikes Grand Prix            | 1964           | 2003          |